# جان بابتيست برونيه
جان بابتيست برونيه (بالفرنسية: Jean-Baptiste Brunet)‏ هو عسكري فرنسي، ولد في 7 يوليو 1763 في رانس في فرنسا، وتوفي في 21 سبتمبر 1824 في فيتري سور سين في فرنسا.